# Brezovnik
Brezovnik je priimek naslednjih ljudi:
- Anton Brezovnik (1853–1923), učitelj, mladinski pisatelj in politik
- Boštjan Brezovnik (*1976), pravnik, univ. prof., politik
- Branko Brezovnik, veteran vojne za Slovenijo
- Saša Brezovnik (*1995), alpska smučarka
- Simon Brezovnik, strojnik
- Stane Brezovnik (1953–2003), alpinist
- Viktor Brezovnik, kipar
- Vladimir (Mirko) Brezovnik (1888–1954), zdravnik kirurg, publicist in prevajalec (sin Antona Brezovnika)